# Maha Sarakham
Maha Sarakham, (thai:  มหาสารคาม) är en provins (changwat) i nordöstra Thailand. Provinsen hade år 2011 947 313 invånare på en areal av 5 291,7 km². Provinshuvudstaden är Maha Sarakham city.

## Administrativ indelning
Provinsen är indelad i 13 distrikt (amphoe). Distrikten är i sin tur indelade i 133 subdistrikt (tambon) och 1804 byar (muban). 